# Фабри Фибра
Фàбри Фѝбра (на италиански: Fabri Fibra), псевдоним на Фабрѝцио Тардучи (на италиански: Fabrizio Tarducci; * 17 октомври 1976 в Сенигалия, Италия), е италиански рапър и автор на песни.
По-голям брат на певеца и автора на песни Незли, Фабри Фибра прави своя дебют на италианската ъндърграунд хип-хоп сцена в средата на 1990-те г. с името Фабри Фил като част от рап групата Уомини ди Маре и групите, произлизащи от тях в продължение на няколко години: Кустоди дел темпо и колективът Тесте Мобили.
Дебютира като солист със сценичното име Фабри Фибра през 2002 г. с албума Turbe giovanili („Младежки вълнения“). Знаменателен за повратната точка в кариерата му е албумът Mr. Simpatia („Г-н Симпатия“), издаден през 2004 г., с който оставя незаличимата си следа на тогавашната музикална сцена и с който рапърът си проправя пътя към договора през 2006 г. с голямата звукозаписна компания Юнивърсъл. С нея той издава същата година албума Tradimento („Предателство“) – решаващата стъпка към известността му пред критиците и публиката.
В кариерата си продава над 1 милион сертифицирани копия, печелейки множество златни, платинени и мултиплатинени дискове. Той също така печели няколко награди, включително три Музикални награди „Уинд“, наградите TRL за 2011 г. , състезанието за свободен стил Mortal Kombat през 2001 г. и е номиниран за няколко други награди, сред които Наградите на Ем Ти Ви, Музикалните награди на Ем Ти Ви Европа и Световните музикални награди.

## Биография
Роден и израснал в морския град Сенигалия, той понася тежко развода на родителите си, когато е в средното училище. По време на тийнейджърските си години твърди, че е употребявал кокаин. Има един по-малък брат, който е певец и автор на песни – Незли и една по-малка сестра. Рапърът и брат му прекъсват контакти през септември 2008 г., като не посочват причината за раздялата си, но няколко пъти Незли намеква, че зад конфликта стои работа и съвсем различен начин на виждане на нещата. Фабри Фибра, от друга страна, заявява в интервю: „Незли ме напада като музикант и следователно атакува моята личност. Но той трябва да е първият, който отделя професионалния аспект от личния Когато го направи, може би ще можем да общуваме отново. Определено го обичам, той ми е брат и ще бъде такъв за цял живот“.

## Кариера

### АлбумUomini di Mareи лейбъл Тесте Мобили Рекърдс (1994 – 2004)
През 1994 г. Фабри Фибра, известен по онова време като Фабри Фил, заедно с приятеля си Лато сформира рап групата Уомини ди Маре (Uomini di Mare) и независимия звукозаписен лейбъл Тесте Мобили Рекърдс, записвайки две години по-късно демото Dei di mare quest'el gruv. През 1999 г. излиза единственият им студиен албум Sindrome di fine millennio („Синдром на края на хилядолетието“), а пет години по-късно излиза EP-то Lato & Fabri Fibra, разпространявано от Вибрарекърдс.
През 1997 г. болонският рапър Шезан Ил Раджо се присъединява към групата и тя приема името Кустоди дел темпо (Qustodi del tempo). Под това име излиза демото им Rapimento dal vulpla. През 2000 г. е създаден колективът Тесте Мобили, съставен от Кустоди дел Темпо заедно с Незли Райс, Chime Nadir и диджей Руди Би, който издава микстейпа Dinamite Mixtape.
През 2001 г. рапърът участва в песента Senza un perché („Безпричинно“) на супергрупата Пианте Грасе, създадена от Тесте Мобили (Лато и Незли Райс) и Мен ин Скреч (DJ Myke и DJ Aladyn), съдържаща се в албума им Cactus.

### АлбумTurbe giovanili(2002 – 2003)
През 2002 г. Фабри Фибра издава първия си самостоятелен албум, озаглавен Turbe giovanili („Младежки вълнения“) и разпространяван от Tесте Мобили Рекърдс. В период на нарастваща популярност рапърът прави интроспективен албум, в който говори за проблемите на взаимоотношенията с новото общество и отношенията между хората. Музикалните основи на албума са продуцирани изцяло от Нефа с изключение на последното парче, продуцирано от диджей Лато. Албумът съдържа сътрудничества с Ал Кастелана и с Незли.

### АлбумMr. Simpatia(2004 – 2005)
На 1 септември 2004 г. излиза вторият албум на Фабри Фибра Mr. Simpatia („Г-н Симпатия“), издаден от Вибрарекърдс. Дискът съдържа 18 неиздавани парчета и сътрудничество с Незли, който се грижи за реализацията на всички инструментални основи на диска с изключение на тези на песните Io non ti invidio и Bonus Track, продуцирани съответно от Баси Маестро и Боска.
Темите в албума са негодуванието и огорчението от италианската хип-хоп сцена, презрението към обществото, няколко истории с момичета, условията на работа, които водят до ексцесии. Записът предизвиква вълнение сред публиката и критиците, несвикнали с използвания език, който е съвсем нов за италианската музикална сцена, особено ясен, яростен и изпълен с агресия. Например в текстовете на няколко пъти рапърът твърди, че употребява наркотици. В песента Non fare la puttana („Не бъди курва“) Фибра излага своето възприятие за състоянието на хип-хоп сцената в Италия, захвърлена на границите на музикалното разпространение и игнорирана от широката публика. Авторът дори не спасява сам себе си, тъй като в текста puttana е самият той, дефиниран така, понеже не се показва, когато е търсен на хип-хоп сцената.
Благодарение на сътрудничеството между лейбълите Вибрарекърдс и Саийфам Груп през 2005 г. е публикувано повторното издание на албума Mr. Simpatia, наречено „Gold Edition“. Тази версия включва допълнително DVD с концерта на рапъра във Freemusik в град Бреша през 2005 г.

### АлбумTradimento(2006)
След забележителния успех, постигнат с Mr. Simpatia, Фибра напуска Вибрарекърдс, за да подпише договор за звукозапис с голямата Юнивърсъл Мюзик Груп. След това се мести в апартамент в Милано, където започва работа по новия си албум. Фибра обяснява, че не е разкрил музикалния си проект на съквартирантите в апартамента от страх, че ще го сметнат за заблуден и когато пише, се преструва, че изработва инструкции за уокмен.
На 6 юни 2006 г. излиза третият му албум Tradimento („Предателство“), предшестван на 4 април от сингъла Applausi per Fibra. Заглавието на албума се отнася до предателството, което рапърът прави към публиката, която следи предишните му творби, изоставяйки ъндърграунд хип-хоп сцената, за да сключи договор с мейнстрийм звукозаписна компания – тема, разгледана в песента Vaffanculo scemo („Таковай се, тъпако“). Само след една седмица от официалното представяне на албума той достига върха на Италианската класация за албуми. Успехът контрастира на критиките за мръсния език, повърхносността на разглеждане на провокативни аргументи, насилието и липсата на уважение към жените, съдържащи се в текстовете.
След излизането на албума са заснети видеоклиповете към песните Su le mani („Горе ръцете“), Mal di stomaco („Стомашни болки“) и Idee stupide („Глупави идеи“).
На 16 септември 2006 г. Фабри Фибра взима участие в Денят на Ем Ти Ви 2006 в Болоня, и след това се впуска в турне, озаглавено Io odio Fabri Fibra („Мразя Фабри Фибра“) – мото, което вече е открито във видеоклипа към Applausi per Fibra. На 1 декември 2006 г., за да отпразнува сертифицирането на албума с платинен диск, излиза специално издание, наречено „Platinum Edition“, което включва и Pensieri scomodi („Неудобни песни“) – колекция от единадесет неиздавани песни, невключени в Tradimento.

### АлбумBugiardo(2007 – 2008)
След забележителния успех на албума си Tradimento завръщането на Фибра на музикалната сцена се случва с публикуването на четвъртия му албум Bugiardo („Лъжец“), издаден на 9 ноември 2007 г. от Юнивърсъл и предшестван от публикуването на едноименния сингъл на 26 октомври, 2007. В периода преди издаването на албума излиза EP-то Nient'altro che la verità („Нищо друго освен истината“) – приложение към списание la Repubblica XLм съдържащо песните Hip Hop, In Italia (Tum tum cia), Questo è il nuovo singolo и A questo show, и рекламен мегамикс, направен от DJ Myke, съдържащ парчетата La posta di Fibra, Bugiardo, Questa vita, La soluzione и Non provo più niente.
Сред песните в албума се отличава песента Potevi essere tu („Можеше да бъдеш ти“), в която рапърът отразява по свой начин убийството на малкия Томазо Онофри. Песента предлага на изпълнителя възможността да се срещне със семейството на детето, убито на 2 март 2006 г. Други забележими парчета са провокативното Andiamo a Sanremo („Да отидем в Санремо“), в което авторът остро критикува Фестивала в Санремо; Sempre io („Винаги аз“), в който се опитва да обясни, че въпреки успеха си не се е променил; Un'altra chance („Още един шанс“), направен в сътрудничество с Алборози, който пише припева (от тази песен е направен и ремикс в сътрудничество със Дарджен Д'Амико).
През февруари 2008 г. излиза сингълът La soluzione („Решението“), чиято основна тема е критиката на съвременната идея, че парите са решението на всеки проблем. Вместо това новата версия на сингъла In Italia излиза около 25 април 2008 г., този път в сътрудничество с певицата и авторката на песни Джана Нанини, която се занимава с проблемите на Италия. Песента се радва на значителен успех и става истински радио хит на лятото на 2008 г. Албумът става златен кратко време след публикуването му и през септември 2008 г. е сертифициран като платинен от FIMI. По този повод е излиза преиздание на диска, съдържащо новата версия на In Italia и двете бонус парчета Arrivano и Hip Hop.
През 2008 г. Фабри Фибра участва в различни проекти, като първоначално се появява в микстейпа на TruceKlan Ministero dell'Inferno и участва в много радио и телевизионни предавания. Получава номинацията за „Най-добър италиански изпълнител" на Музикалните награди на Ем Ти Ви Европа в Ливърпул. Освен това на 13 септември участва в Денят на Ем Ти Ви 2008 в Генуа.

### Бокс сетChi vuole essere Fabri Fibra?(2009 – 2010 г.)
На 10 април 2009 г. излиза Chi vuole essere Fabri Fibra? („Кой иска да е Фабри Фибра?“) – бокс сет, състоящ се от компактдиск с 10 песни и от DVD с нередактирани сцени от звукозаписното студио, личния живот, задкулисието и филми на живо, за да разкаже музикалния проект на Фабри Фибра на 360 градуса.
Първият сингъл от бокс сета е Incomprensioni („Недоразумения“), излъчен за първи път по радиото на 6 март. Песента, която идва от сътрудничеството между Фибра и Федерико Дзампальоне – фронтмен на група Тироманчино, следва песента на Дзампальоне Per me è importante. Текстът тръгва от темата за италианската икономическа криза, след това се премества върху размислите на рапъра за самия себе си, върху връзката му с успеха и контрастите с тези, които не го разбират. По отношение на съдържанието на текстовете Фабри Фибра казва, че целта му е да обясни своите намерения и проекти в очакване на следващите си творби: поради тази причина липсва агресивността, която обикновено го характеризира.
Бокс сетът в повечето парчета включва сътрудничества с други рапъри от италианската ъндърграунд хип-хоп сцена, като по този начин им предоставя възможност да се представят в по-голям мащаб. Той влиза в Челната десетката на най-продаваните албуми в Италия, достигайки върха на златния диск с над 35 хил. продадени копия. Промоционалната дейност е специфична и за този албум. През април 2009 г. в списание Repubblica XL излиза много негативна рецензия за албума; през следващия месец Фабри Фибра е назначен за почетен директор на самото списание за един месец и по този повод, отговаряйки директно на рецензентите, се оказва, че тя е написана от самия него за да създадете дискусия и да придаде видимост на диска.
След това рапърът участва в музикалния проект, създаден в помощ на Абруцо след земетресението в Акуила през 2009 г., като изпълнява сингъла Domani 21 / 04.2009 заедно с други 55 италиански изпълнители, приходите от който са дарени за благотворителност.
На 22 май 2009 г. излиза вторият му сингъл Speak English. Официалното видео е заснето в Брайтън, Англия и е достъпно като премиера на официалния уебсайт на певеца.
На 4 май 2010 г. излиза препечатката на албума му Turbe giovanili, издадена от Юнивърсъл. Преиздаването на диска, ремастеризиран и съдържащ някои нови рими и бонус песен, дебютира под номер 67 в Класацията на най-продаваните албуми в Италия.

### АлбумControculturaи сътрудничество с Клементино (2010 – 2012)
Фибра има много ангажименти, предшестващи следващия му албум Countercultura. От 18 февруари 2010 г. той представя програма от пет части, озаглавена Fabri Fibra: In Italia, излъчвана по Ем Ти Ви Италия. Програмата, определена като документален сериал, показа условията на живот на младите италианци и чужденци в неравностойно положение и социалното критични ситуации, подчертавайки така многото проблеми, съществуващи в Италия.
На 26 юни 2010 г. рапърът е основен герой на цял епизод, режисиран от самия него, на телевизионното предаване MTV Storytellers, записан в Торино като част от Дните на Ем Ти Ви, където по време на изпълнението на живо той разказа как се раждат неговите рими и неговите тайни като автор.
През септември 2010 г. рапърът е домакин на хип-хоп музикалната програма The Flow за една седмица по Deejay TV. На 26 септември 2010 г. участва, придружен от Маракеш, в музикалния фестивал Woodstock 5 Stars, организиран в Чезена от блога на Бепе Грило и излъчван от националната телевизия канал Play.me, който открива новородения си канал именно с това предаване на живо.
През следващия ноември той прави достъпен в интернет уеб албума + Pula x tutti на торинския рапър Pula + и този на Данти от Ту Фингърз Ritorno al futuro vol. 1. По-късно участва в продуцирането на микстейпа на DJ Nais, озаглавен Sono cazzi miei, като си сътрудничи в някои парчета и в свободния стил.
На 20 юли на официалния му уебсайт излиза безплатно уеб албумът Quorum, който представлява официалната премиера на албума Controcultura. При издаването на Quorum избухва противоречие около рима, съдържаща се в парчето Non ditelo, където рапърът изрично намеква за предполагаемата хомосексуалност на италианския певец Марко Менгони. В последващи интервюта Фабри Фибра обяснява, че иска с този текст да изясни лицемерието, което все още присъства в обществото, за което хомосексуалността е официално приета само в света на изкуството и развлеченията, докато в реалния живот все още е обект на дискриминация. С този текст, твърди той, той желае да призове всички изпълнители да задълбочат темата и наистина да се обявят дали са хомосексуални, именно за да помогне на хората да живеят по-свободно своето състояние.
На 27 юли 2010 г. е пуснат първият сингъл от албума му Controcultura, озаглавен Vip in Trip, чието официално видео е пуснато десет дни по-късно; сингълът достига втора позиция в Италианската класация на сингъл. На 7 септември шестият албум с неиздавани песни Controcultura е издаден от Юнивърсъл. Той дебютира на първата позиция в Италианската класация на албуми, оставайки на първите пет позиции за четири седмици, и получава златен диск след по-малко от два месеца след излизанеот си.
През ноември промоцията на албума продължава с публикуването на сингъла Tranne te („С изключение на теб“) и свързаното с него музикално видео, последвано на 26 януари от сингъла и видеото на Qualcuno normale („Някой нормален“), направени в сътрудничество с рапъра Маракеш. През февруари 2011 г. албумът става платинен.
На 12 март 2011 г. в АйТюнс е пуснато EP-то Tranne te (rap futuristico EP), което съдържа две ремиксирани версии на сингъла Tranne te, едната с американския рапър Редмен и с френския рапър Сопрано, а другата с Маракеш и Дарджен Д'Амико. На 18 март за безплатно теглене е пуснат микстейпът Friday 17, съдържащ ремикси, неиздавани парчета и свободен стил. На 9 май е излиза видеото на четвъртия извлечен от албума сингъл Le Donne („Жените“).
Към края на 2011 г. Фабри Фибра основа своя звукозаписен лейбъл Темпи Дури Рекърдс в сътрудничество с различни изпълнители: Ентикс, DJ Double S, Maxi B, DJ Nais, Mastafive, Moreno, Rayden и Клементино.
С Клементино рапърът сформира хип-хоп групата Rapstar. На 15 януари 2012 г. в официалния Ютюб канал на групата излиза двойният ѝ сингъл Ci rimani male / Chimica Brother, предшествайки излизането на дебютния ѝ албум, озаглавен Non è gratis (31 януари). На 9 март 2012 г. излиза вторият сингъл от албума, озаглавен La luce („Светлината“) със съответния му видеоклип.

### АлбумGuerra e pace(2012 – 2013)
На 29 юни 2012 г. сингълът L'italiano balla („Италианецът танцува“) е пуснат за дигитално сваляне в сътрудничество с италианската хаус гръпа Крукърс. Част от приходите от песента по-късно са дарени за благотворителност за реконструкцията на две училища в Сант'Агостино, провинция Ферара, разрушени от земетресението в Емилия през 2012 г.
През юни 2012 г. рапърът обявява на Фейсбук страницата си, че е зает със записването на седмия си албум, озаглавен Guerra e pace („Война и мир“), а на 31 юли 2012 г., че е подновил договора си с Юнивърсъл. На 30 октомври за безплатно теглене излиза EP-то Casus belli, последван на 25 януари 2013 г. от безплатния микстейпа Rima dopo rima. От 8 февруари Фибра води четири епизода на One Two One Two – радиопрограма на Radio Deejay.
Албумът му излиза на 5 февруари 2013 г. и дебютира на върха на Италианската класация за албуми, за трети път в кариерата на изпълнителя. По отношение на темите, обхванати в публикацията, авторът обяснява в множество интервюта, че е бил вдъхновен в писането от италианското неореалистично кино и от книги като Scritti corsari на Пиер Паоло Пазолини. От тази гледна точка той търси вътрешно умиротворение, състоящо се от фокусирането ум върху контрастите между „черното и бялото, злото и доброто, войната и мира“.
От записа са извадени три сингъла: първият, Pronti, partenza, via! („Готови, старт!“), пуснат на 12 декември 2012 г., е придружен от видеоклип, заснет в Торино, и е сертифициран като платинен от FIMI за над 30 хил. продадени копия. На 1 и 22 февруари 2013 г. са представени видеоклиповете на едноименния Guerra e pace и на Alta vendita („Висока продажба“). На 13 март албумът Guerra e pace е сертифициран за златен за повече от 30 хил. продадени копия; впоследствие сертифициран като платинен. На 29 март 2013 г. излиза вторият сингъл от албума – Ring Ring, последван на 18 юли от Panico, в който има вокалното участие на Нефа.
През 2013 г. Фабри Фибра участва в създаването на различни песни като гост изпълнител, включително In orbita на Гуе Пекеньо (съдържащо се в албума на Гуè Bravo ragazzo) и Fisico & politico на Лука Карбони (извлечен като сингъл от едноименната компилация на Карбони).
На 21 март получава наградата „Радиоизпълнител“ на „Златните слушалки“ в Триест.
През март 2013 г. е пуснат видеоклипът на Una seria – песен на рапърката Бейби Кей, композирана от нея заедно с Фабри Фибра предходната година. В песента рапърът изпълнява само въведението.

### АлбумSquallorи преизданиеTradimento 10 anni – Reloaded(2014 – 2016)
На 21 май 2014 г. рапърът обявява чрез Фейсбук началото на работата по осмия си студиен албум, след като оставя след себе си спора с Вака признава, че интересът към този факт е приключил, тъй като в последния отговор на Вака не е останало нищо смътно артистично. Конфликтът обаче е продължен от Вака с песента Patti chiari, направена с Ентикс и включена в албума на Ентикс Entics Television. vol. 3.
През 2014 г. Фабри Фибра участва във филма Numero zero – Alle origini del rap italiano. Той си сътрудничи с рапъра Нитро в създаването на песента Doggy Style, включена в Machete Mixtape III.
В началото на 2015 г. той си сътрудничи с рапъра Маракеш върху песента Vita da star, съдържаща се в албума на Маракеш Status ( която след това е възродена в нова версия, в която в допълнение към припева Фабри Фибра пее и ексклузивен куплет, като парчето е пуснато като двоен сингъл заедно със собствената му песен Playboy), с Клуб Дого в ремикса на Dieci anni fa, и отново с Нитро в песента Ong Bak, включена в албума на Нитро Suicidol.
На 7 април 2015 г. рапърът изненадващо обявява чрез Twitter издаването на своя осми студиен албум, озаглавен Squallor („Мизерия“). На същата дата излизат и първият сингъл Come Vasco и видеоклипът на песента Il rap nel mio paese.  Промоцията на албума продължава чрез публикуването на видеоклиповете на песните Playboy, Alieno („Извънземен“) и E tu ci convivi („И ти живееш с това“), издадени между юли и октомври.  
На 11 септември излиза албумът на МедМен Doppelganger, в което парчето Ramadan е записано с Фибра. На 30 октомври в радио ротация влиза Ognuno ha ciò che si merita („Всеки си получава заслуженото“) – сингъл на Биг Фиш с Фабри Фибра.
През 2016 г. рапърът си сътрудничи с рапъра Мондо Марчо при реализацията на песента Scoppia la bomba, съдържаща се в албума на Марчо La freschezza del Marcio, и с Джейк Ла Фурия в сингъла Ali e radici от албума му Fuori da qui.
На 11 май той обявява преиздаването на третия си студиен албум Tradimento по случай десетата годишнина от албума. Наречено Tradimento 10 anni – Reloaded и издадено на 10 юни, преизданието съдържа втори компактдиск с 14 ремикса на оригиналните песни, направени от различни продуценти, включително Дон Джо и Биг Фиш, и включващ неиздавани вокални куплети от различни рапъри, като Джемитец, Емис Кила и МедМен.

### АлбумFenomeno(2017)
На 1 март 2017 г. Фабри Фибра обявява заглавието на деветия си студиен албум Fenomeno, и издаването на едноименния сингъл, което се състои 3 март. Албумът е издаден на 7 април 2017 г. и се състои от 17 песни, три от които в сътрудничество с Дъджорналисти, Роберто Савиано и Laïoung. Изпъкват парчетатата Nessun aiuto („Никаква помощ“) и Rinrazio („Благодаря“), където рапърът говори за трудните отношения със семейството, особено с брат си Незли и с майка им. Преди издаването на албума той предоставя за безплатно изтегляне песен, изключена от Fenomeno, озаглавена Tony Hawk.
На 5 май 2017 г. е издаден вторият сингъл на албума Pamplona, придружен от видеоклип, публикуван в Ютюб. На 11 май рапърът прави ексклузивен концерт за Radio Italia Live, като изпълнява някои исторически парчета от кариерата си и други, взети от албума Fenomeno.
През годината Фабри Фибра също си сътрудничи с Баси Маестро в парчето Non muovono il collo, присъстващо в албума на Маестро Mia maestà, с Ици в Dopo esco от албума на Ици Pizzicato, и с Maruegi в парчето Oh Fra!! от албума Tra Zenith e Nadir.
На 22 юни 2017 г. той изненадващо пуска за цифрово изтегляне неиздадения сингъл Luna, в който участва Махмуд, докато на 22 септември излезе сингълът Stavo pensando a te („Мислех си за теб“) – третият извлечен от албума Fenomeno. В края на октомври Фабри Фибра обявява публикуването на EP-то Fenomeno – Masterchef EP, съставено от неиздавани парчета, първоначално изключени от Fenomeno (включително гореспоменатата Luna) и пуснато на 17 ноември. На 18 декември рапърът прави достъпна за цифрово изтегляне нова версия на Stavo pensando a te в сътрудничество с Тициано Феро.

### Сътрудничества и компилацияIl tempo vola2002 – 2020(2018 – 2021)
На 11 май 2018 г. излиза сингълът Fotografia на Карл Брейв, в който гостуват Франческа Микиелин и Фабри Фибра. Рапърът си сътрудничи и с Лаца в сингъла му Lario RMX и с Маракеш в ремикса на песента му Non confondermi („Не ме обърквай“),  и участва в песента на Салмо Stai zitto („Млъкни“) от албума му Playlist.
През 2019 г. той се появява сред гост-изпълнителите на сингъла Calypso на Чарли Чарлз и Дардъст, както и сред тези, които правят микстейпа Machete Mixtape 4, появявайки се в Yoshi и Star Wars.
На 25 октомври 2019 г. излиза компилацията Il tempo vola 2002 – 2020 („Времето лети 2002 – 2020“), която празнува кариерата на рапъра. Предшестван през същия месец от сингъла Come mai („Как така“) (записан с Франко126 и композиран от двамата заедно в Калкута), дискът е разпространен в тройно CD стандартно издание с хитове на рапъра и пет издания (също публикувани отделно в EP-то Outtakes), луксозно издание с допълнително бонус съдържание, включително VHS с видеото на сингъла Applausi per Fibra; колекцията е публикувана и в изданието Single Box – бокс сет от 19 CD със сингли.
На 23 януари 2020 г. излиза сингълът Mal di testa („Главоболие“), направен с Елоди и включен в албума ѝ This Is Elodie. На 6 март 2020 г. излиза сингълът Monolocale („Гарсониера“) в сътрудничество с Франческа Микиелин. На 10 юли 2020 г. излиза сингълът Bataclan на рапъра Нероне в сътрудничество с Фибра. На 10 август е ред на Djomb Remix в сътрудничество с Джей-Акс и Бош.
На 15 януари 2021 г. рапърът пуска сингъла Il mio amico („Моят приятел“) в сътрудничество с певицата и рапърка Мадам. През януари 2022 г. излиза микстейпът We the Squad Vol. 1 на колектива SLF, който включва песента 18 anni с Фабри Фибра.

### АлбумCaos(2022 – 2023)
На 18 март 2022 г. Фабри Фибра издава своя десети албум Caos („Хаос“) – първият пет години след албума Fenomeno. Същевременно той прави достъпен и първия си сингъл Propaganda, издаден заедно с Колапеше Димартино. Албумът се характеризира с присъствието на различни изпълнители, включително Гуè, Нефа и Салмо. На 26 май 2023 г. излиза сингълът Parafulmini („Гръмоотводи“), в сътрудничество с Ерния и Бреш.

## Писателска дейност
На 18 април 2011 г. изд. „Кинаски“ публикува първата позволена биография на рапъра Lo spettro. La storia di Fabri Fibra („Призракът. Историята на Фабри Фибра“), написана от Епиш Порциони. На 25 август излиза нова биография, озаглавена Io odio Fabri Fibra, controstorie di un rivoluzionario del rap („Мразя Фабри Фибра – контраистории на един рап революционер“), написана от Микеле Монина и издадена от Salani Editore.

### Dietrologia
На 2 ноември 2011 г. изд. Rizzoli Editore публикува първата книга на Фабри Фибра, озаглавена Dietrologia – I soldi non finiscono mai („Дитрология – парите никога не свършват“) с предговор от Марко Травальо. В нея той се занимава с много теми, считани от самия него за „неудобни мисли“, т.е. мисли, които целят да кажат неща, нанасящи вреда на фалшивия свят на телевизията и на политиката. Темите варират от актуални събития до света на телевизията, от политиката до музикалния пазар. Някои ситуации, погледнати от италианска гледна точка, са осъдени: амбицията за успех, която идва със съблазняването, а не с ангажираността, неконтролираното консуматорство, значението на външния вид и използването на фалшифицирането за балансиране на личната несигурност, обедняването на италианския език в ежедневната употреба.
Основният обвиняем за социалната промяна, настъпила в Италия през последните десетилетия, е телевизията; рапърът сравнява две програми, за да изясни културната промяна, настъпила през годините: Happy Days и Uomini e donne. Той продължава с тежки критики към света на италианската политика, определяйки Италия като „капан за мишки“, в който обикновените хора са заклещени в нещо като „матрица“, на която не могат да се противопоставят, ставайки подложени на решения, взимани отгоре. Последната тема, разгледана в книгата, се отнася до италианския музикален пазар и преживяванията, които рапърът е имал през годините в тази сфера.

## Противоречия
През 2004 г. песента му Mr. Sympatia от едноименния му албум предизвика много спорове поради силните критики към Католическата църква и папата.
През 2006 г. възникват допълнителни спорове относно текстовете на песните му, предизвиквайки интерес към „Случая Фибра“ и от институциите: съдия Ливия Помодоро, тогавашна председателка на Съда за малоленти и непълнолетни в Милано прави остро предупреждение към радио- и телевизионните мрежи, призовавайки ги да не излъчват някои творби на рапъра, и по-специално песента Cuore di latta, която има за основна тема престъплението в Нови Лигуре (в което на 21 февруари 2001 г. 16-годишната Ерика Де Нардо и приятелят ѝ – 17-годишният Мауро Фаваро умишлено убиват с кухненски нож майката и малкия брат на Ерика). В изнесените обвинения се аргументира, че има банализиране на престъплението и пропаганда на неуважение в текста – послания, които според съдийка биха могли да имат потенциално вредно въздействие върху младите хора.
Две години по-късно, при излизането на Bugiardo, има нови критики за винаги недвусмисления език на текстовете на Фабри Фибра и по-специално той е заклеймен след концерт за неуважение към католическата религия заради клипа на песента Cattiverie, в който прави препратки, считани за обидни за разпятието.
През 2011 г. възникват други спорове относно физическата разправа на Фибра срещу зрител, който го обижда по време на концерт в Санто Стефано ди Магра. Рапърът слиза от сцената и удря мъжа в лицето с микрофона си и за този епизод е осъден на глоба от 2000 евро.
По време на интервю за в. „Република“ през октомври 2017 г. рапърът критикува структурата на шоутата за таланти, твърдейки, че е отхвърлил предложение на стойност 1 млн. евро от ръководството на програмата X Factor да бъде жури и уточнявайки, че би приел подобни предложения, само за да отиде да пее и да рапира.  По-късно екипът на програмата отрича факта, обвинявайки го, че си е направил реклама за тяхна сметка. 

### Конфликт с други изпълнители

#### С Джемели ДиВерси
В песента Idee Stupide („Глупави идеи“) Фибра критикува обидно Гридо от хип-хоп групата Джемели ДиВерси. През август 2006 г. Гридо му отговаря с песента Standing Ovation, изпята на базата на Applausi per Fibra (а свързаният с нея видеоклип е пародия на сингъла). Фибра в отговор използва нова версия на Ah Yeah Mr Simpatia, изпята на живо на сцената на Дните на Ем Ти Ви 2006, преименувана на Hey questo è Mr. Simpatia. През 2022 г. двамата рапъри официално обявяват помирението си чрез сътрудничество в песента Sfiga.

#### С Вака
На 15 март 2013 г. рапърът Вака публикува песента Canto primo (извлечена от албума му Pazienza), в която има критика към Фабри Фибра; последният му отговаря със Zombie, извлечен от албума Dadaismo на Делетерио от Дого Генг и публикуван на 4 март 2014 г. Три дни по-късно Вака отговаря с Il diavolo non esiste („Дяволът не съществува“), последван от Niente di personale („Нищо лично“) на Фибра, издаден като сингъл на 23 март. По-късно Вака публикува Nella fossa („В ямата“), на което Фабри Фибра отговаря с Fatti da parte („Отмести се“). Сблъсъкът продължава до 19 май, когато Вака публикува Ritarducci, песен, която предизвика възмущение от страна на жителите на Сенигалия поради споменаването на наводнението на града. На 21 май 2014 г. Фабри Фибра обявява чрез Фейсбук, че възнамерява да не продължава спора с Вака, като признава, че интересът към този факт е приключил, тъй като в последния отговор на Вака няма нищо смътно артистично. Конфликтът обаче е продължен от Вака с песента Patti Chiari („Ясни споразумения“), направена с Ентикс и включена в албума на Ентикс Entics Television  – Vol. 3.

#### С Федец
На 17 септември 2014 г. Федец публикува видеоклипа на Veleno per Topic („Отрова като тема“) – песен, взета от албума му Pop-Hoolista, в която открито обвинява Паола Дзукар – мениджърка на Фабри Фибра, наричайки я пиявица, и също така критикува италианската хип-хоп сцена, поради това че, по негово мнение, го атакува непрекъснато.  Малко по-късно, по време на епизод на шоуто за таланти X Factor през октомври 2014 г., Федец изразява малка признателност към Фабри Фибра, след като Мика го определя като един от любимите си италиански рапъри. Това кара Фибра да изрази истинско недоволство към Федец с публикуването през април 2015 г. на видеоклипа на песента Il rap nel mio paese („Рапът в страната ми“), взет от албума му Squallor, обвинявайки Федец, че е един банален рапър, но никога не получава отговор от него. Впоследствие през 2017 г., по време на интервю за в. „Кориере дела Сера“, той заявява, че „Федец взема пари от старците по телевизията, но във всеки цирк е нужна танцуваща маймуна“. През същата година мениджърът Паола Дзукар отговаря на обидите на Федец в книгата си Rap. Una storia italiana, разкриваща как Федец се е свързал с нея през първите години от кариерата си, за да го попита дали може да му предложи договор за звукозаписната компания Темпи Дури Рекърдс, основана и управлявана от Фабри Фибра.

### Обвинения в хомофобия и мизогиния
През 2013 г. е изключен от Първомайския концерт в Рим, тъй като е обвинен от сдружение D.i.Re.: Donne in Rete contro la violenza alle donne („Д.и.Ре.: Жените в мрежата срещу насилието над жени“) в хомофобски и мизогинни песни.  Обидната според тях песен е Su le mani, в която са използвани провокативни и цветисти изрази към жените и е използван терминът ricchione („педал“). Певецът се защитава от обвинението, като обяснява, че тези изображения не трябва да се тълкуват буквално, ако се използват в хип-хоп текст, и че песента е издадена седем години преди събитието; организаторите на концерта обаче решават да отменят поканата към рапъра.
Парчето A me di te, съдържащ се в албума му Guera e pace, е в центъра на съдебно дело поради делото за клевета, заведено срещу рапъра от певеца Валерио Скану за някои изречения, съдържащи сексуално явни и хомофобски коментари по отношение на Скану. През 2016 г. Фибра е осъдена от Съда в Милано на глоба и трябва да обезщети сардинския певец с условна сума от 20 хил. евро.

## Дискография

### Като солист
Студийни албум
- 2002 – Turbe giovanili
- 2004 – Mr. Simpatia
- 2006 – Tradimento
- 2007 – Bugiardo
- 2009 – Chi vuole essere Fabri Fibra?
- 2010 – Controcultura
- 2013 – Guerra e pace
- 2015 – Squallor
- 2017 – Fenomeno
- 2022 – Caos

Концертни албуми
- 2015 – Squallor Live

Компилации
- 2019 – Il tempo vola 2002 – 2020

### С Уомини ди Маре
- 1999 – Sindrome di fine millennio

### С Тесте Мобили
- 2000 – Dinamite Mixtape

### С Basley Click
- 2001 – The Album

### С Rapstar
- 2012 – Non è gratis

## Признания
- 2011 – Награда Супермен на Наградите TRL 2011[107]
- 2011 – Музикални награди „Уинд“ (Wind Music Awards): платинен диск за албума Controcultura; Награда „Дигитална песен“ за Vip in Trip и Tranne te[108]
- 2015 – Платинен сертификат за 2 милиона фенове във Фейсбук[109]
- 2016 – Музикални награди „Уинд“: специална награда за десет години от албума Tradimento[110]
- 2017 – TIM MTV Awards: MTV Rap Icon[111]